# Auf entspannt
Auf entspannt ist das Debütalbum des deutschen Rappers Estikay. Es erschien am 20. Januar 2017 beim Independent-Label Goldzweig und wird über Four Music vertrieben.

## Hintergrund
Am 2. September 2016 nahm Sido, der Labelgründer vom Berliner Independent-Label Goldzweig, den gebürtigen Hamburger Estikay unter Vertrag. Beide Künstler haben bereits zuvor beim Album VI zusammengearbeitet. Zu dem Zeitpunkt des Vertragsabschlusses kündigte Estikay sein Debütalbum an. Es sollte den Titel Auf entspannt tragen und im Frühjahr 2017 erscheinen. Die Singles Gebrochenes Deutsch, Drecksau und Miami bis Paris wurden vorab auf YouTube als Musikvideo bereitgestellt.
Auf dem Album befinden sich Gastbeiträge von Sido, Adesse und Taimo. Produziert wurden die 14 Lieder von Kimbo Beatz, Sinch, Typhoon und Victor Flowers. Die Musik orientiert sich überwiegend am Boom bap.
Das Album erreichte am 27. Januar Platz sechs der von GfK Entertainment ermittelten Album-Charts in Deutschland.

## Titelliste
| #  | Titel                                   | Länge |
| -- | --------------------------------------- | ----- |
| 1  | Gläser hoch                             | 2:46  |
| 2  | Wie gehabt                              | 2:57  |
| 3  | Gebrochenes Deutsch                     | 3:02  |
| 4  | Die Jungs dabei (feat. Sido und Adesse) | 3:23  |
| 5  | Drecksau                                | 2:54  |
| 6  | Auf entspannt (feat. Sido)              | 3:37  |
| 7  | Süße Achtzehn                           | 3:04  |
| 8  | Mein Gewissen                           | 2:58  |
| 9  | Alles wunderbar (feat. TaiMO)           | 3:24  |
| 10 | Schalt ab                               | 2:45  |
| 11 | Eines Tages                             | 3:16  |
| 12 | Samstag Nacht                           | 2:58  |
| 13 | Miami bis Paris                         | 3:03  |
| 14 | Lebe wohl                               | 3:49  |

## Rezeption
Das Album zog kurz nach dem Release sowohl Kritik, als auch Lob auf sich. Der Rezensent vom Online-Magazin rap.de schrieb, das Album sei „einfach stimmige Hintergrund-Beschallung.“ Auch Labelgründer Sido laufe „auf den beiden Songs, auf denen er vertreten ist, […] zu lange nicht gehörter Höchstform auf“.
Für das Magazin Laut.de bleibe vom Album der Eindruck, dass „da jemand zum neuen Cro avancieren will, mit poppigem „Easy-Living-Gedöns“ eines Rumtreibers der auf dicke Hose macht, aber doch eigentlich ein ganz braver Kerl ist.“ Doch „auch wenn die Beats fast schon überragend daher kommen, werden sich Fans von astreinem Boom-Bap-Rap vermutlich […] nicht wirklich mit Estikay anfreunden.“